# Leptura tenuicornis
Leptura tenuicornis är en skalbaggsart som först beskrevs av Victor Ivanovitsch Motschulsky 1861.  Leptura tenuicornis ingår i släktet Leptura och familjen långhorningar. Inga underarter finns listade i Catalogue of Life.